# Indaka
Indaka – gmina w Republice Południowej Afryki, w prowincji KwaZulu-Natal, w dystrykcie Uthukela. Siedzibą administracyjną gminy jest Wasbank.